# 莱昂·布儒瓦
莱昂·维克托·奥古斯特·布儒瓦（法語：Léon Victor Auguste Bourgeois，1851年5月21日—1925年9月29日）， 法国犹太政治家。布儒瓦早年學習法律，1876年成為文官。1887年任塞納省警察局長。1890年和1895－1896年兩次任內務部長，1892－1893年任司法部長，1895－1896年任法國總理，1896年、1906年和1914年三次任外交部長。1923－1924任參議院議長。
第一次世界大战后，莱昂·布儒瓦成为国际联盟大会主席，并于1920年获得诺贝尔和平奖。